# لنفوسیت بی
لنفوسیت‌های بی(به انگلیسی: B cell) لنفوسیتهایی از سیستم ایمنی بدن هستند که در مقابل پاتوژنهایی مثل ویروسها آنتی‌بادی تولید می‌کنند. این لنفوسیت‌ها در ایمنی هومورال نقش دارند که همراه با ایمنی سلولی، مکانیسم دفاع اختصاصی را تشکیل می‌دهند.
لنفوسیت‌ها به‌طور اختصاصی عمل می‌کنند، یعنی یک نوع خاصی از عوامل بیگانه را شناسایی و از بین می‌برند. لنفوسیت‌های بی نقش بزرگی در ایمنی هومورال (در کنار آن پاسخ ایمنی سلولی قرار دارد که توسط لنفوسیت‌های تی مدیریت می‌شود) دارند. کارکرد اصلی لنفوسیت‌های بی تولید پادتن علیه آنتی‌ژن ها، ایفای نقش به عنوان سلول‌های ارائه دهندهٔ آنتی‌ژن (ای پی سی)، و در نهایت تکامل یافتن به سلول‌های بی خاطره پس از فعال شدن توسط برهم‌کنش‌های آنتی‌ژنی است. سلول‌های خاطره در برخورد مجدد با همان آنتی‌ژن پادتن بیشتری را در مدت زمان کوتاه‌تری تولید می‌کنند. لنفوسیت‌های بی جزء اساسی سیستم ایمنی تطابقی است.

## تکامل لنفوسیت‌های بی نارس
لنفوسیت‌های بی پس از آن که در سلول‌های بنیادین مغز استخوان به وجود آمدند، باید برای کسب ویژگی‌های لازم برای شناسایی و مبارزه با میکروب‌ها، تکامل یابند. تکامل این سلول‌ها در مغز استخوان انجام می‌گیرد (در حالی که تکامل لنفوسیت‌های تی در تیموس صورت می‌گیرد). بعد از رسیدن به مرحلهٔ نارس IgM مثبت در مغز استخوان، سلول‌های بی نارس به طحال مهاجرت می‌کنند. در این حالت به این سلول‌های مهاجرت‌کرده لنفوسیت‌های بی ترانزیشنال می‌گویند. برخی از این سلول‌ها به لنفوسیت‌های بی بالغ تمایز می‌یابند. تکامل لنفوسیت‌های بی از طریق چندین مرحله رخ می‌دهد که هر مرحله نشان‌دهندهٔ یک تغییر در محتوای ژنوم در جایگاه آنتی‌بادی است. هر آنتی‌بادی از دو زنجیرهٔ مشابه سبک (اِل) و دو زنجیرهٔ مشابه سنگین (ایچ) تشکیل شده‌است و ژنهای مختص آن‌ها در ناحیهٔ v (متغیر) و ناحیهٔ c (ثابت) یافت می‌شوند. در ناحیه v زنجیرهٔ سنگین سه قسمت وجود دارد: V و D و J. در فرایندی تصادفیِ نوترکیبی VDJ باز ترکیب می‌شوند تا یک حوزهٔ متغیر منحصر به‌فرد در ایمونوگلوبلین هر سلول منفرد B بسازند. بازچینی‌های مشابهی برای ناحیه V زنجیرهٔ سبک رخ می‌دهد با این تفاوت که تنها دو قسمت وجود دارد که درگیر می‌شوند (V و J). زمانی که لنفوسیت بی در هر مرحله از فرایند بلوغ شکست بخورد توسط مکانیسم آپوپتوز می‌میرد، به این فرایند حذف کلونال می‌گویند. اگر لنفوسیت بی در حین فرایند بلوغ آنتی‌ژن خودی را بشناسد، این سلول سرکوب شده (آنرژی) یا متحمل آپوپتوز (انتخاب منفی) می‌شود. سلول‌های بی دایماً در مغز استخوان تولید می‌شوند. وقتی گیرنده‌های سلول بی در سطح این سلول با آنتی‌ژن‌های موجود کشف شده در بدن جفت و جور می‌شوند، سلول بی تکثیر می‌شود و یک شکل آزاد از آن رسپتورها را(آنتی‌بادی) با مکان‌های اتصالی مشابه همانند آن‌هایی که در سطح سلول اولیه هستند ترشح می‌کند. بعد از فعال شدن این سلول تکثیر می‌شود و سلول‌های خاطرهٔ بی تشکیل می‌شوند تا همان آنتی‌ژن‌ها را بشناسند. این اطلاعات در آینده به عنوان بخشی از سیستم ایمنی تطابقی استفاده خواهد شد تا یک پاسخ ایمنی قوی تر و کارامدتر در مقابل تمام آنتی‌ژن‌های مواجه شدهٔ قبلی ایجاد شود.

## عملکرد لنفوسیت‌های بی
بدن انسان روزانه میلیون‌ها نوع مختلف از سلول‌های بی را تولید می‌کند که در خون و سیستم لنفی گردش کرده و نقش نظارت ایمنی را بازی می‌کنند. آن‌ها باید کاملاً فعال شوند تا آنتی‌بادی تولید کنند. هر سلول بی یک پروتئین گیرندهٔ منحصربه فرد (گیرندهٔ سلول بیBCR) در سطح خود دارد که به یک آنتی‌ژن خاص متصل خواهد شد. BCR یک ایمونوگلوبلین متصل به غشا است، و این مولکول است که افتراق سلول بی را از سایرانواع لنفوسیت‌ها ممکن می‌سازد، همچنین این مولکول پروتئین اصلی برای فعال شدن سلول بی است. زمانی که سلول بی با آنتی‌ژن همجنس خود مواجه می‌شود و یک پیام اضافی از سلول T کمکی دریافت می‌کند می‌تواند به یکی از سلول‌های بی (سلول بی پلاسما و سلول بی خاطره) تمایز یابد. سلول بی می‌تواند مستقیماً یکی از این سلول‌ها شود یا اینکه ممکن است متحمل یک مرحلهٔ واسطه به نام واکنش مرکز زایا شود. در این مرحلهٔ واسطه‌ای سلول بی ناحیهٔ متغیر ژن ایمنوگلوبلین خود را هایپر میوتیت می‌کند (هایپرمیوتیشن پیکری) و احتمالاً متحمل تغییر کلاس (class switching) می‌شود.

## کلونالیته
بی سل‌ها به صورت کلون وجود دارند. همهٔ بی سل‌ها از یک سلول خاص مشتق می‌شوند و بنابراین آنتی‌بادی‌هایی که توسط دودمان تمایزیافتهٔ آن‌ها تولید می‌شوند می‌توانند اجزای مشابه (اپیتوپ) یک آنتی‌ژن را بشناسند یا به ان متصل شوند. این کلونالیته نتایج مهمی دارد زیراحافظهٔ ایمونوژنیک متکی به آن است. گوناگونی بزرگی در پاسخ ایمنی به وجود می‌آید زیرابیش از۱۰ به توان ۹ کلون وجود دارند که برای شناسایی آنتی‌ژن‌های مختلف اختصاصی هستند. یک سلول بی منفرد یا یک کلون از سلول‌ها با اختصاصیت مشترک در مواجهه با آنتی‌ژن خاص خودشان برای تولید تعداد زیادی سلول بی تقسیم می‌شوند. بیشتر این سلول‌های بی به پلاسماسل تمایز می‌یابند. این پلاسماسل‌ها آنتی‌بادی‌هایی به داخل خون ترشح می‌کنند تا به همان اپی توپی که در ابتدا موجب تکثیر شد متصل شوند. اقلیت کمی به عنوان سلول‌های خاطره نجات می‌یابند که می‌توانند تنها همان اپیتوپ را شناسایی کنند. علاوه بر این در هر چرخه تعداد سلول‌های خاطرهٔ نجات یافته افزایش می‌یابد. این افزایش همراه است با affinity maturation که موجب نجات یافتن بی سل‌هایی می‌شود که با نزدیکی (افینیتی) بالایی به آنتی‌ژن خاص متصل می‌شوند. این تقویت متعاقب با بهبود پاسخ ایمنی، پاسخ ایمنی ثانویه نام دارد. سلول‌هایی که برای اولین بار با آنتی‌ژن مواجه می‌شوند بی سل‌های خام (naive)نام دارند.

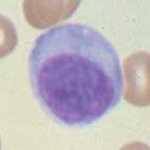
انواع سلول‌های بی

## انواع سلول‌های بی
1. سلول‌های بی پلاسما (سلول‌های پلاسما):سلول‌های بی بزرگی هستند که قبلاً با آنتی‌ژن مواجه شده‌اند و مقادیر زیادی آنتی‌بادی تولید و ترشح می‌کنند که این آنتی‌بادی‌ها با متصل شدن به میکروب‌ها و تبدیل آن‌ها به اهداف سهل تری برای فاگوسیتوز و فعال کردن سیستم کمپلمان، در تخریب آن‌ها کمک می‌کنند. گاهی به آن‌ها کارخانهٔ آنتی‌بادی هم می‌گویند. یک میکروگراف از این سلول‌ها مقادیر زیادی از شبکهٔ اندوپلاسمی زبر که مسئول ساخت آنتی‌بادی است را در سیتوپلاسم این سلول‌ها نشان می‌دهد. این سلول‌ها عمر کوتاهی دارند و زمانی که عامل تحریک‌کننده که پاسخ ایمنی را برانگیخته از بین رود متحمل آپپتوز می‌شوند. دلیل این اتفاق پایان مواجههٔ ممتد با فاکتورهای تحریک‌کنندهی کلونی مختلف است زیرا این فاکتورها بری نجات یافتن لازمند.
2. سلول‌های بی خاطره :این سلول‌ها از سلول‌های بی فعال شده که برای آنتی‌ژن مورد مواجهه در حین پاسخ ایمنی اولیه اختصاصی هستند به وجود می‌آیند. این سلول‌ها عمر طولانی دارند و به دنبال یک مواجههٔ ثانویه با همان آنتی‌ژن می‌توانند به سرعت پاسخ دهند.
3. سلول‌های

b-۱
۴. سلول‌های
b-۲
1. سلول‌های بی ناحیهٔ فولیکولار
2. سلول‌های بی فولیکولار

## شناخت آنتی‌ژن توسط سلول‌های بی
یک تفاوت عمده بین بی سل‌ها و تی سل‌ها این است که هرکدام از این لنفوسیت‌ها چگونه آنتی‌ژن خود را می‌شناسد. بی سل‌ها آنتی‌ژن هم جنس خود را به شکل خامش شناسایی می‌کنند. آن‌ها با استفاده از bcr یا ایمونوگلوبلین متصل به غشا خود آنتی‌ژن آزاد (محلول) در خون یا لنف را شناسایی می‌کنند. برعکس، تی سل‌ها آنتی‌ژن همجنس خود را به یک شکل پردازش شده، به عنوان یک قطعهٔ پپتیدی که توسط یک مولکول MHC ی سلول ارائه دهندهٔ آنتی‌ژن به گیرندهٔ سلول تی ارائه شده، شناسایی می‌کنند.

## فعال شدن سلول‌های بی
شناسایی آنتی‌ژن توسط تی سل تنها عامل ضروری برای فعال شدن بی سل نیست. (ترکیبی از تکثیر کلونال و تمایز انتهایی به پلاسماسل‌ها). بی سل‌هایی که در معرض آنتی‌ژن قرار نگرفته‌اند (سلول‌های بی خام) می‌توانند به یک شیوهٔ وابسته یا غیر وابسته به تی سل فعال شوند.
'فعال شدن وابسته به سلول تی'

هنگامی که یک پاتوژن توسط یک سلول ارائه دهندهٔ آنتی‌ژن مثل ماکروفاژ یا سلول دندریتیک بلع می‌شود، پروتین‌های پاتوژن سپس به پپتیدهایی هضم شده و به پروتیین‌های MHC کلاس ۲ متصل می‌شوند. این کمپلکس سپس به خارج از غشائ سلول انتقال داده می‌شود. اکنون این ماکروفاژ فعال شده‌است تا چندین سیگنال را به یک سلول تی خاص که پپتید ارائه شده را می‌شناسد تحویل دهد. سلول تی سپس تحریک می‌شود تا اتوکرین ها (پیام رسانی اتوکرین) را تولید کند که این امر منجر به تکثیر و تمایز به سلول‌های تی خاطره و اثرگذار می‌شود. سلول‌های تی کمکی سپس از طریق یک پدیده به نام سیناپس ایمونولوژیکی سلول‌های بی خاص را فعال می‌کنند. سلول‌های بی فعال سپس آنتی‌بادی‌هایی تولید می‌کنند که این آنتی‌بادی‌ها به پیشگیری از پاتوژن‌ها تا زمانی که فاگوسیت ها (یعنی ماکروفاژها، نوتروفیل‌ها) یا سیستم کمپلمان میزبان را از پاتوژن‌ها پاک می‌کنند، کمک خواهد کرد.
اکثر آنتی‌ژن‌ها وابسته به سلول تی هستند، به این معنی که کمک سلول تی برای تولید آنتی‌بادی حداکثر لازم است. با یک آنتی‌ژن وابسته به سلول تی، اولین سیگنال از اتصال متقاطع آنتی‌ژن با گیرندهٔ سلول بی(BCR)و دومین سیگنال از تحریک هم‌زمان به‌وسیلهٔٔ سلول تی می‌آید. آنتی‌ژن‌های وابسته به سلول‌های تی شامل پروتئین‌هایی می‌شوند که روی MHC کلاس ۲ی سلول بی به یک زیرنوع خاص از سلول تی به نام Th۲ ارائه می‌شوند. زمانی که یک سلول بی همان آنتی‌ژن را پردازش کرده و به سلول Th آماده(primed) ارائه می‌دهد، سلول تی سایتوکایینهایی ترشح می‌کند که سلول بی را فعال می‌کند. این سایتوکایین‌ها تکثیر و تمایز سلول بی به پلاسموسیت‌ها را آغاز می‌کنند. تغییر ایزوتیپ(Isotype switching) به IgG, IgAو IgE و تولید سلول خاطره، در پاسخ به آنتی‌ژن‌های وابسته به تی رخ می‌دهد. این تغییر ایزوتایپ نوترکیبی تغییر کلاس(CSR) نام دارد. زمانی که این تغییر رخ داد سلول بی خاص دیگر نمی‌تواند ایزوتایپ‌های اولیهٔ IgM و IgD را تولید کند.

## فعال شدن غیر وابسته به سلول تی
بسیاری از آنتی‌ژن‌ها، غیر وابسته به سلول تی هستند که می‌توانند هر دو سیگنال را به سلول بی تحویل دهند. موش‌ها بدون تیموس (موش‌های nude که هیچ‌گونه سلول تی تولید نمی‌کنند) می‌توانند به آنتی‌ژن‌های غیر وابسته به تی پاسخ دهند. بسیاری از باکتری‌ها اپی توپ کربوهیدراتی تکرار شونده دارند که سلول‌های بی را با اتصال متقاطع به گیرنده‌های آنتی‌ژنی IgM در سلول بی و پاسخ به وسیلهٔ تولید IgM در غیاب کمک سلول تی، تحریک می‌کنند. دو نوع فعال شدن غیر وابسته به سلول تی وجود دارد:نوع یک (پلی کلونال) و نوع دو (که در آن ماکرو فاژها چندین آنتی‌ژن مشابه به شیوه‌ای ارائه می‌دهند که موجب اتصال متقاطع آنتی‌بادی‌ها در سطح سلول‌های بی می‌شود)
ریشه‌های اجدادی سلول بی